# Raufoss
Raufoss un oraș (din 2019) situat în partea de sud a Norvegiei, în comuna Vestre Toten din provincia Innlandet. Este localitatea de reședință a comunei, cu o suprafață de 6,54 km² și o populație de 7.839 locuitori (2021). Până la data de 1.1.2020 a aparținut provinciei Oppland. În anul 1901 a fost construită gara din localitate, pe calea ferată ce leagă capitala Oslo de Gjøvik (Gjøviksbanen).  